# Тушків
Тушків — колишнє село на території теперішнього Сокальського району Львівської області.

## Історія
Село детально описане в королівській люстрації 1565 р.
У 1772 році після першого розподілу Польщі село ввійшло до провінції Королівство Галичини та Володимирії імперії Габсбургів. У 1890 р. було 35 будинків і 207 мешканців у селі та 11 будинків і 81 мешканець на землях фільварку (142 греко-католики, 119 римо-католиків, 27 юдеїв), село належало до Сокальського повіту.
На 1.01.1939 в селі було 500 мешканців (з них 230 українців-грекокатоликів, 220 українців-римокатоликів, 30 поляків і 20 євреїв). Село входило до ґміни Белз Сокальського повіту Львівського воєводства. Греко-католики належали до парафії Белз Белзького деканату Перемишльської єпархії.
26 вересня 1939 року Червона армія зайняла село, оскільки за пактом Ріббентропа-Молотова воно належало до радянської зони впливу. Однак за Договом про дружбу та кордон між СРСР та Німеччиною Сталін обміняв Закерзоння на Литву і на початку жовтня територія села знову була окупована німцями. Кількох жителів вивезли на примусові роботи в Німеччину. Це були роки українсько-польського протистояння. В липні 1944 року радянські війська оволоділи цією територією. За Люблінською угодою захід Сокальщини разом із Ворохтою в жовтні 1944 р. відданий Польщі. Українців примусово переселяли в СРСР. У 1951 році
```
кордон посунули на захід
.
```

Наразі місцеві називають село Заболоттям а Заболоття-Старим Заболоттям